# Estación Maciel
Maciel es una estación de ferrocarril ubicada en la ciudad de Maciel, provincia de Santa Fe, Argentina.

## Servicios
No presta servicios de pasajeros, sólo de cargas. Sus vías corresponden al Ramal F1 del Ferrocarril General Belgrano. Sus vías e instalaciones están concesionadas a la empresa Trenes Argentinos Cargas.
Hasta inicios de la década de 1980, prestaba servicios de pasajeros de media distancia entre la estación Santa Fe hasta la estación Rosario Oeste, Coronda y Capitán Bermúdez.
Desde esta estación partía el Ramal F5 hacia Estación Puerto Gaboto, clausurado en el año 1945.
Se encuentra precedida por el Estación Monje y le siguen Estación Oliveros por parte del F1 y Estación Puerto Gaboto por parte del F6.